# 농선현

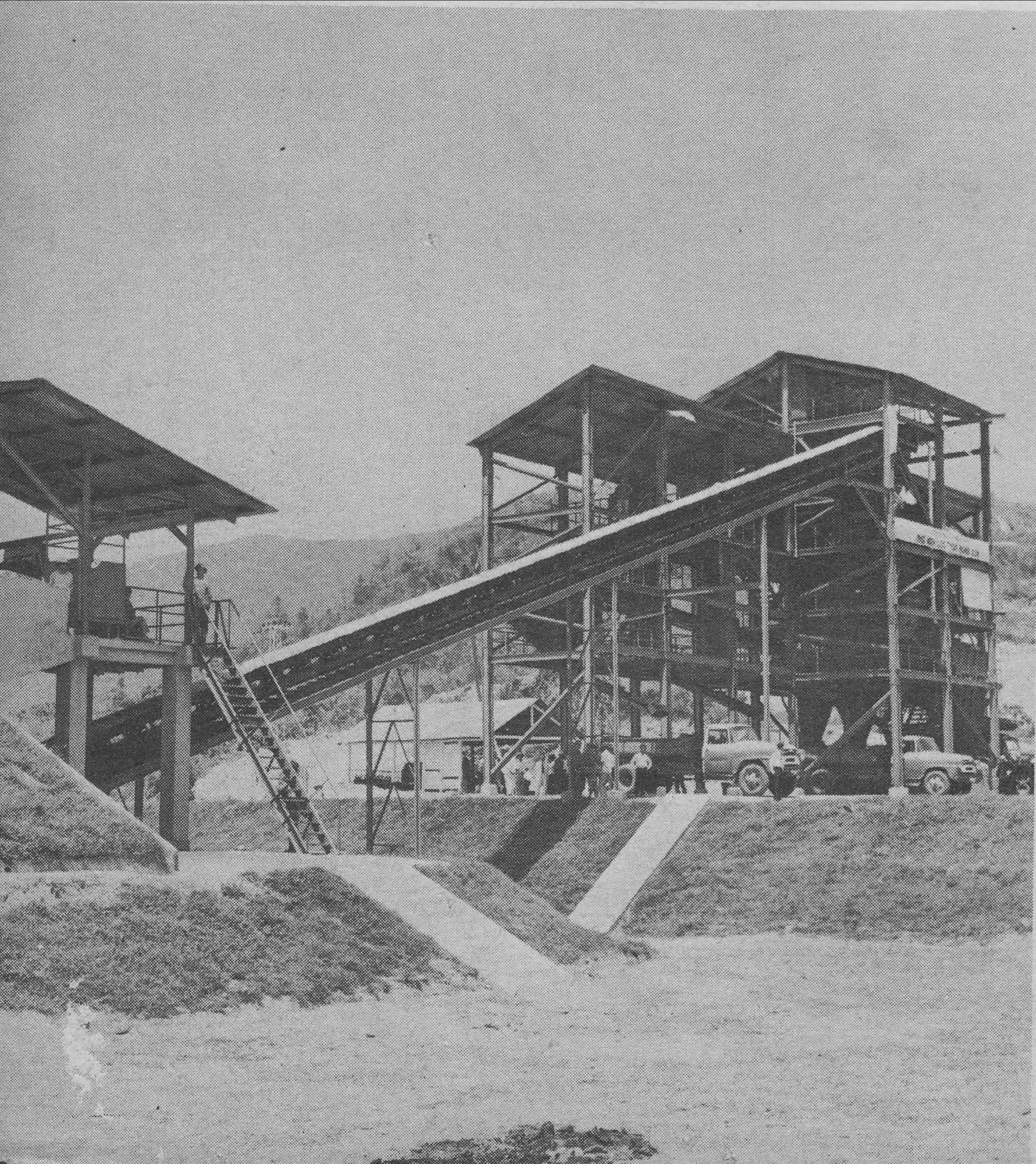

농선현(베트남어: Huyện Nông Sơn / 縣農山)은 베트남 남중부 지방 꽝남성의 현이다.

## 행정 구역
농선현은 6사를 관할하고 있다.

### 사
- 닌프억 사 (Xã Ninh Phước, 寧福社)
- 프억닌 사 (Xã Phước Ninh, 福寧社)
- 꾸에럼 사 (Xã Quế Lâm, 桂林社)
- 꾸에록 사 (Xã Quế Lộc, 桂祿社)
- 꾸에쭝 사 (Xã Quế Trung, 桂中社)
- 선비엔 사 (Xã Sơn Viên, 山園社)